# Його доісторичне минуле
«Його доісторичне минуле» (англ. His Prehistoric Past) — короткометражний комедійний фільм 1914 року за участю Чарлі Чапліна.

## Сюжет
Невгамовний Чарльз Чаплін в ролі одного з перших представників роду homo sapiens, який також не проти повеселитися, побитися і побігати від більш сильних супротивників. Герой Чарльза закохується в улюблену дружину вождя Соломона і намагається фліртувати з нею. Непомітно апетит доісторичного бродяги виростає до того, щоб і самому стати вождем першого племені…

## У ролях
- Чарльз Чаплін — неандерталець
- Мак Свейн — вождь Соломон
- Мей Воллес — королева
- Джин Марш — Сам-Бебі
- Фріц Шод — Ку-Ку ака Клео
- Сесіль Арнольд — доісторична жінка
- Аль Ст. Джон — доісторичний чоловік
- Сідні Чаплін — доісторичний чоловік
- Тед Едвардс — доісторичний чоловік
- Вівіан Едвардс — доісторична жінка
- Біллі Гілберт — доісторичний чоловік